# Virginia Zucchi
Virginia Zucchi, född 10 februari 1849 i Cortemaggiore, död 12 oktober 1933 i Nice, var en italiensk ballerina. Hon tillhörde de mer berömda under sin samtid. Hon var engagerad vid Mariinskijbaletten 1885–1888. 